# Protohydra caulleryi
Protohydra caulleryi är en nässeldjursart som beskrevs av Dawydoff 1930. Protohydra caulleryi ingår i släktet Protohydra och familjen Protohydridae. Inga underarter finns listade i Catalogue of Life.